# Usátove (Odesa)
Usátove (en ucraniano: Усатове) es un pueblo ucraniano perteneciente al óblast de Odesa. Situado en el suroeste del país, es parte del raión de Odesa y del municipio (hromada) homónimo.

## Toponimia
El nombre del asentamiento en ruso es Usátovo (en ruso: Усатово).   

## Geografía
Usátove está a orillas del limán de Jadzhibey, 10 km al noroeste de Odesa y 45 km al este de Biliaivka.   

## Historia
La cultura de Usátove de la Edad de Piedra fue excavada en el sitio de la actual Usátove. 
El pueblo fue fundado en 1775 por los cosacos de Zaporiyia, nombrada así en honor del primer residente del lugar, Timofei Usaty. 
Entre 1920 y 1923 existió un vólost con centro en Usátove. A partir de 1952 fue parte de Odesa, pero se convirtió nuevamente en municipio independiente el 7 de febrero de 2002.

## Demografía
La evolución de la población de Usátove entre 1989 y 2001 fue la siguiente:
| 9291                                                          | 8483 |
| (Fuente: Cities & Towns of Ukraine y UKRAINE: Größere Städte) |      |

Según el censo de 2001, la lengua materna de la mayoría de los habitantes, el 80,9%, es el ucraniano; y del 14,44%, el ruso.

## Infraestructura

### Transporte
Por Usátove pasa la carretera M-05/E-95.